# Всеобщие выборы в Коста-Рике (1974)
Всеобщие выборы в Коста-Рике проходили 3 февраля 1974 года для избрания президента Коста-Рики и 57 депутатов Законодательного собрания. В результате кандидат от Партии национального освобождения Даниэль Одубер Кирос был избран президентом, а его партия победила на парламентских выборах. Явка избирателей составила 79,9 %.
Хотя левые партии находились юридически вне закона, поскольку Конституция не допускала существования марксистских партий, к этому времени запрет не применялся на практике и вскоре был снят конституционной реформой к следующим выборам 1978 года.

## Избирательная кампания
На падении популярности правительства повлияло «дело Веско» — коррупционное дело с участием тогдашнего президента Хосе Фигереса о его сомнительных связях с международным преступником Робертом Веско, которое вызвало большие проблемы у кандидата от правящей партии Даниэля Одубера Кироса. Родриго Карасо, бывший член Партии национального освобождения и конгрессмен, баллотировался как независимый кандидат. У Карасо были значительные трения с Фигересом, когда они ранее встречались друг с другом на первичных выборах в Партии национального освобождения. Карасо пообещал изгнать Веско в случае победы. Он также получил одобрение бывшего президента Хосе Трехоса.
Другим важным аспектом на выборах были внешнеполитические вопросы, поскольку выборы проходили в разгар холодной войны и, в частности, советско-костариканские дипломатические отношения. Правый кандидат Хорхе Гонсалес Мартен клялся, что он их прекратит. Католическая церковь Коста-Рики выступила с публичным заявлением, критикуя как коммунизм, так и дикий капитализм, и призывая к третьему пути, что было поддержано Партией национального освобождения и Христианско-демократической партией. Традиционные левые, представленные Партией социалистического действия Мануэля Мора, защищались, утверждая, что предыдущий архиепископ Виктор Мануэль Санабрия заявлял, что костариканские католики не возражают против того, чтобы быть членами коммунистической партии. Крайне правое Движение за свободную Коста-Рику также провело в то время очень дорогостоящую кампанию против партии Мора.
После избирательной реформы возрастной ценз был понижен с 21 года до 18 лет и за эти голоса молодёжи велась отдельная борьба.
От правых и консервативных сил выступало сразу несколько кандидатов — Фернандо Трехос, Хорхе Гонсалес Мартен, будущий президент Родриго Карасо Одио.
Другим известным кандидатом был эксцентричный кандидат-популист Херардо Вильялобос, выдвинутый Демократической партией. Вильялобос делал много сумасшедших трюков и необычных действий для кандидата, таких как агитационные поездки вместе со своей кобылой, поединки по боксу и борьбе или попытки прыгнуть с парашютом.

## Результаты

### Президентские выборы
| Кандидат                             | Кандидат                             | Партия                                  | Голосов | %    |
| ------------------------------------ | ------------------------------------ | --------------------------------------- | ------- | ---- |
|                                      | Даниэль Одубер Кирос                 | Партия национального освобождения       | 294 609 | 43,4 |
|                                      | Фернандо Трехос                      | Партия национальной унификации          | 206 149 | 30,4 |
|                                      | Хорхе Гонсалес Мартен                | Национальная независимая партия         | 73 788  | 10,9 |
|                                      | Родриго Карасо Одио                  | Демократическое обновление              | 61 820  | 9,2  |
|                                      | Херардо Венсеслао Вильялобос         | Демократическая партия                  | 18 832  | 2,8  |
|                                      | Мануэль Мора                         | Партия социалистического действия       | 16 081  | 2,4  |
|                                      | Хорхе Артуро Монхе Замора            | Христианско-демократическая партия      | 3 461   | 0,5  |
|                                      | José Francisco Aguilar Bulgarelli    | Коста-Риканская социалистическая партия | 3 417   | 0,5  |
| Недействительных/пустых бюллетеней   | Недействительных/пустых бюллетеней   | Недействительных/пустых бюллетеней      | 21 163  | -    |
| Всего                                | Всего                                | Всего                                   | 699 340 | 100  |
| Зарегистрированных избирателей/ Явка | Зарегистрированных избирателей/ Явка | Зарегистрированных избирателей/ Явка    | 875 041 | 79,9 |
| Источник: Nohlen; Election Resources |                                      |                                         |         |      |

### Парламентские выборы
|                                       |                                         |         |      |       |       |
| Партия                                | Партия                                  | Голоса  | %    | Места | +/-   |
|                                       | Партия национального освобождения       | 271 867 | 40,9 | 27    | -5    |
|                                       | Партия национальной унификации          | 164 323 | 24,7 | 16    | -6    |
|                                       | Национальная независимая партия         | 66 222  | 10,0 | 6     | новая |
|                                       | Демократическое обновление              | 51 082  | 7,7  | 3     | новая |
|                                       | Национальная республиканая партия       | 32 475  | 4,9  | 1     | новая |
|                                       | Партия социалистического действия       | 29 310  | 4,4  | 2     | 0     |
|                                       | Демократическая партия                  | 14 161  | 2,1  | 1     | новая |
|                                       | Христианско-демократическая партия      | 13 880  | 2,1  | 0     | -1    |
|                                       | Партия аграрного союза Картаго          | 8 074   | 1,2  | 1     | +1    |
|                                       | Коста-Риканская социалистическая партия | 6 032   | 0,9  | 0     | новая |
|                                       | Коста-Риканский народный фронт          | 4 448   | 0,7  | 0     | новая |
|                                       | Независимая партия                      | 3 282   | 0,5  | 0     | новая |
| Недействительных/пустых бюллетеней    | Недействительных/пустых бюллетеней      | 34 078  | -    | -     | -     |
| Всего                                 | Всего                                   | 699 042 | 100  | 57    | 0     |
| Зарегистрированных избирателей / Явка | Зарегистрированных избирателей / Явка   | 875 041 | 79,9 | -     | -     |
| Источники: TSE; Election Resources    |                                         |         |      |       |       |